# Канадские рейнджеры
Кана́дские ре́йнджеры (англ. Canadian Rangers, фр. Rangers canadiens) — разновидность резервов Канадских вооружённых сил, обеспечивающая присутствие ограниченного военного контингента в тех регионах Канады, где по экономическим или практическим соображениям нецелесообразно размещать регулярные части. Де-юре канадские рейнджеры были сформированы 23 мая 1947 года, их численность составляет порядка 5 тысяч человек.
Канадские рейнджеры несут службу в удалённых, изолированных и малонаселённых регионах регионах Канады — а именно на береговой линии Канады и на севере страны. В их обязанности входят наблюдение, патрулирование (SOVPATS) и проверка работоспособности Северной системы предупреждения. Помимо этого, они могут исполнять обязанности гидов и скаутов, а также консультировать военных по вопросам выживания в дикой природе.

## Предшественники
Предшественником современных канадских рейнджеров может считаться Рейнджерское ополчение Тихоокеанского побережья (англ. Pacific Coast Militia Rangers, сокращённо PCMR), образованное 3 марта 1942 года. Служившие там волонтёры осуществляли патрулирование, разведку местности и обеспечивали оборону побережья Британской Колумбии и территории Юкона на случай вторжения японцев. На пике численность рейнджерского ополчения составляла 15 тысяч человек, которые были распределены по 138 ротам, разбросанным по трём крупным районам патрулирования — остров Ванкувер, нижняя часть долины Фрейзер и район реки Бридж. Из наиболее известных офицеров рейнджеров известны командир района острова Ванкувер подполковник Сайрус Уэсли Пек, командир района долины Фрейзер подполковник Э. Л. Кут (англ. A. L. Coote) и командир района реки Бридж майор Х. Эшби (англ. H. Ashby). Корпус рейнджеров был расформирован 30 сентября 1945 года.

## Организационная структура
Эти резервисты в условиях неполного рабочего времени гарантируют военное присутствие в удалённых областях Канады (север страны, береговая линия), а также наблюдают и сообщают о необычных происшествиях. Хорошо тренированные рейнджеры состоят, в основном, из индейских народов Севера (в частности, из эскимосов).
Канадских рейнджеров, организованных в 1947 году, можно узнать, главным образом, по их красным толстовкам и фуражке с эмблемой. Они вооружены самозарядными винтовками Ли-Энфилд 1904.
В настоящее время в 165 сообществах Канады насчитывается примерно 4 000 канадских рейнджеров.

### Патрульные группы
Существуют пять патрульных зон, в каждой из которых несёт службу соответственно одна патрульная группа Канадских рейнджеров (англ. Canadian Ranger Patrol Group / CRPG, фр. Groupe de patrouilles des Rangers canadiens / GPRC). Каждая зона напрямую управляется из штаба соответствующей патрульной группы.
| Патрульная группа                                      | Регион                                              | Подчинена             | Патрули | Рейнджеры | Юные рейнджеры | Штаб                                   |
| ------------------------------------------------------ | --------------------------------------------------- | --------------------- | ------- | --------- | -------------- | -------------------------------------- |
| 1-я патрульная группа канадских рейнджеров             | Северо-Западные территории, Юкон, Нунавут           | 3-я канадская дивизия | 56      | 2000      | 1500           | Йеллоунайф, Северо-Западные территории |
| 2-я патрульная группа канадских рейнджеров (Q30311182) | Квебек                                              | 2-я канадская дивизия | 25      | 696       | 585            | Форт-Сен-Жан, Квебек                   |
| 3-я патрульная группа канадских рейджеров (Q30302919)  | Онтарио                                             | 4-я канадская дивизия | 15      | 422       | 440            | Борден, Онтарио                        |
| 4-я патрульная группа канадских рейнджеров (Q30311253) | Манитоба, Британская Колумбия, Саскачеван, Альберта | 3-я канадская дивизия | 43      | 1400      | 800            | Эскуаймолт, Британская Колумбия        |
| 5-я патрульная группа канадских рейнджеров (Q30311288) | Ньюфаундленд и Лабрадор                             | 5-я канадская дивизия | 32      | 950       | 375            | Гандер                                 |

### Командование
Ранее канадские рейнджеры подчинялись заместителю начальника штаба обороны Вооружённых сил Канады, с октября 2007 года они являются частью Армии Канады.
С 8 сентября 2022 года почётным главой канадских рейнджеров является король Великобритании Карл III, по совместительству глава государства Канада. 10 ноября 2009 года в Ридо-холле он как принц Уэльский Чарльз и его супруга Камилла Паркер-Боулз, тогда герцогиня Корнуолльская (ныне королева-консорт Камилла) получили красные толстовки и бейсболки рейнджеров от делегации Канадских рейнджеров, в которую вошли Дэвид Иллитук (англ. David Illituk) из Кугаарука (территория Нунавут), Джозефа Католика (англ. Joseph Catholique) из Луцелке (Северо-Западные территории), Майкла Кэмерона (англ. Michael Cameron) из Саллуита (провинция Квебек) и Келли Сьютс (англ. Kelly Suits) из Каркросса (территория Юкон).

## Экипировка

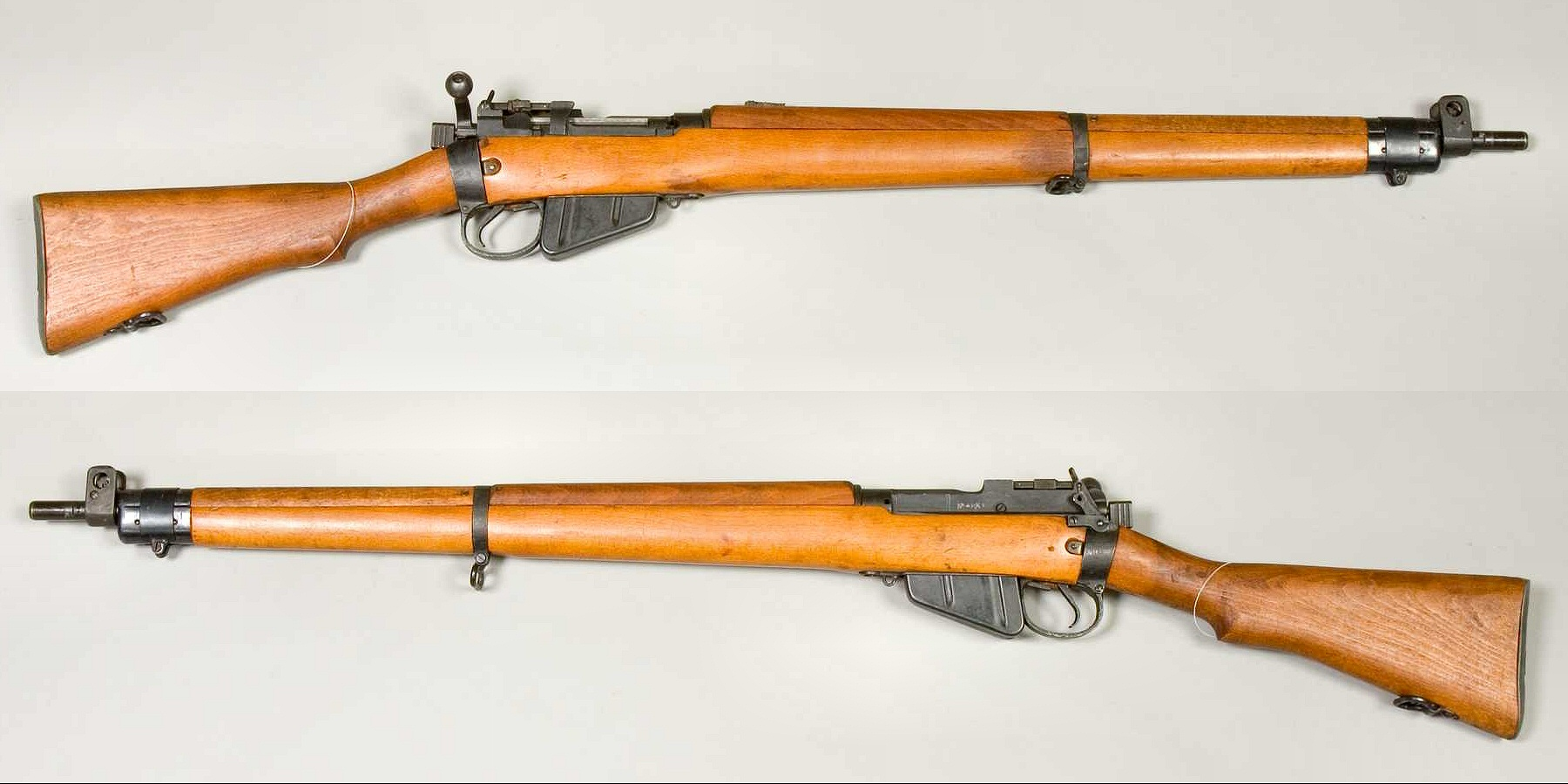
Винтовка Lee–Enfield No. 4 Mk I

В 2015 году было объявлено о предстоящем отказе рейнджеров от использовавшихся с 1947 года британских винтовок Lee-Enfield No.4 Mk.I в пользу винтовок на базе финских Tikka T3 CTR, которые лучше всего соответствовали техническим требованиям и условиям эксплуатации (самозащита на дистанции до 300 м, работоспособность при температурах от -51 до +39°C, устойчивость к солёной воде, удобство при перевозке в машине, переноске в руках на лыжах, пешком, мотосанях и небольших лодках).

## Юные канадские рейнджеры
Юные канадские рейнджеры (англ. Junior Canadian Rangers, сокращённо JCR) — подразделение и одноимённая программа подготовки, образованная 31 мая 1996 года и насчитывающая более 3400 участников и 119 мест. Каждая патрульная группа занимается подготовкой юных рейнджеров (подростков от 12 до 18 лет) за счёт специально выделенных данной группе средств. В каждом патруле есть пара рейнджеров, которые присматривают за юными рейнджерами; инструкторы юных рейнджеров входят в штат канадских рейнджеров. За реализацию программы подготовки юных рейнджеров отвечает Национальная группа кадетов и юных канадских рейнджеров (англ. National Cadet and Junior Canadian Ranger Group), во главе которой стоит бригадный генерал.

## Награды
- Свобода города[англ.]: 22 августа 2022 (Доусон)[13]